# طاقة اسمية
الطاقة الاسمية (بالإنجليزية: Nameplate capacity)‏، المعروفة أيضاً باسم السعة المحددة، والسعة الاسمية، وقدرة المنشأة، أو التأثير الأقصى، المقصود منها هو الحمل الكامل المستمر الناتج من منشأة مثل محطة توليد الكهرباء،  مولد كهربائي، مصنع للمواد الكيميائية،  محطة وقود،  مصفاة معدنية،  منجم،  وغيرها. الطاقة الاسمية هو عدد مسجل لدى السلطات لتصنيف قدرة إنتاج محطة توليد الكهرباء ويعبر عنه عادةً بالميجاوات (MW) . محطات توليد الطاقة التي يبلغ حجم انتاجها المستمر والقريب من قيمة الطاقة الاسمية تعتبر ذات معامل الحمل العالي.

## قدرة قابلة للتوزيع
بالنسبة إلى القدرة القابلة للتوزيع، تعتمد هذه القدرة على القدرة التقنية الداخلية للمصنع للحفاظ على الإنتاج لفترة زمنية معقولة (على سبيل المثال، في اليوم)، لا مؤقتا ولا بشكل دائم، ودون النظر في الأحداث الخارجية مثل نقص الوقود أو الأحداث الداخلية مثل الصيانة. يمكن أن يكون الإنتاج الفعلي مختلفًا عن الطاقة الاسمية لعدة أسباب حسب المعدات والظروف.

## قدرة غير قابلة للتوزيع
بالنسبة للطاقة غير القابلة للتوزيع، وخاصة الطاقة المتجددة، تشير الطاقة الاسمية إلى سعة التوليد في ظل ظروف مثالية. يكون الإنتاج محدودًا بشكل عام بسبب الظروف الجوية، ومستويات مياه سدود الطاقة الكهرومائية، وتغيرات المد والجزر وغيرها من القوى الخارجية. عادة ما تساهم أعطال المعدات وصيانتها في تقليل معامل الحمل بشكل أقل من التباين الفطري لمصدر الطاقة. في الخلايا الكهروضوئية، يتم تصنيف الطاقة الاسمية وفقًا لشروط الاختبار القياسية التي يتم التعبير عنها عادة على أنها ذروة واطية (W p ). بالإضافة إلى ذلك، يتم أحيانًا تسمية الطاقة الاسمية للنظام الكهروضوئي بواسطة مؤشر فرعي، على سبيل المثال، MWDC أو MW AC، لتحديد قدرة إنتاج طاقة التيار المستمر الخام أو طاقة التيار المتردد المحول.

## قدرة المولدات

رسم تخطيطي لمحطة توليد الكهرباء التوربينية، مع مضخة تستهلك الطاقة

يرتبط المصطلح مع لوحة البيانات على المولدات الكهربائية حيث إن هذه اللوحات التي تصف اسم الطراز والشركة المصنعة تحتوي أيضًا على الناتج المقدر،  ولكن الناتج المقدّر لمحطة توليد الكهرباء في الشبكة الكهربائية يكون دائمًا أقل من الطاقة الاسمية للمولد، لأن المكونات التي تربط المولد الحالي بـ «الشبكة» تستعمل بدورها الطاقة. وبالتالي هناك فرق بين قدرة المكون وسعة المنشأة.